# Эмбиент-техно
Эмбиент-техно — жанр электронной музыки, танцевальное направление эмбиента. Является специфической переориентацией эмбиент-хауса. Для эмбиент-техно, прежде всего, характерны средняя скорость композиций, звуки драм-машин Roland TR-808 и TR-909, а также обволакивающее атмосферное звучание. Эмбиент-техно композиции берут свои элементы не только из эмбиент-хауса, но и вмещают в себя элементы транса, позволяя сказать, что данное направление эмбиента объединяет сразу три столпа музыкальной культуры в особый поток музыкальной индустрии.
Яркими примерами эмбиент-техно являются многие композиции Orbital, Ричи Хоутина, Biosphere, а также дебютный альбом Aphex Twin «Selected Ambient Works 85-92». В период с 1996 по 1998 год выходили сборники «Techno-ballads», включающие в себя самые различные композиции в стиле Ambient Techno.

## Представители
- 808 State
- Aphex Twin
- Autechre
- B12
- Biosphere
- Orbital
- The Orb
- The KLF
- System 7
- Ричи Хоутин
- Burial
- Moby